# IHC Leuven
Icehockey Club (IHC) Chiefs Leuven is een Belgische ijshockeyclub uit Leuven. 

## Geschiedenis
De club werd opgericht in 1993. Chiefs Leuven speelt in de Central European Hockey League, de hoogste afdeling in het Belgische ijshockey.
In het seizoen 2011/12 nam de club tevens deel in de reguliere competitie van de Nederlandse eredivisie en nam het ook deel aan de bekercompetitie die voorafgaand aan de competitie werd gespeeld.

## Erelijst
- Landskampioen[1] in 2005 en 2010.
- Bekerwinnaar in 2006.